# Mihail Kogălniceanu
Mihail Kogălniceanu (6. září 1817 Jasy – 1. července 1891 Paříž) byl rumunský politik a intelektuál, předseda vlády v letech 1863–1865, zastánce vytvoření jednotného rumunského státu a liberálních společenských reforem.

## Životopis
Pocházel z rodu vlivných moldavských bojarů, vystudoval berlínskou univerzitu, kde ho učil historii Leopold von Ranke. Po návratu do Jasů založil roku 1840 první rumunský literární časopis Dacia Literară, věnující se také společenským otázkám. Stál u zrodu Národního divadla v Jasech, od roku 1843 přednášel na vysoké škole Academia Mihăileană. Ve svých historických, literárněvědných a etnografických spisech propagoval vznik moderního jednotného rumunského národa, navazujícího na dědictví starých Dáků. Pro své aktivity musel odejít do exilu ve Francii a zapojil se do revolučního hnutí roku 1848. Když se stal roku 1849 moldavským panovníkem Grigore Alexandru Ghica, vrátil se Kogălniceanu do vlasti a jako poradce knížete připravoval program likvidace zbytků feudálního zřízení. V roce 1856 dosáhl zrušení otroctví, v němž bylo drženo okolo dvou set tisíc Romů.
Pařížská mírová smlouva (1856) vytvořila podmínky pro sjednocení Rumunska: byly vytvořeny ad hoc divany jako prozatímní parlament a Kogălniceanu patřil k nejvýznamnějším představitelům unionistů, kteří roku 1859 prosadili zvolení Alexandra Ioana Cuzy společným panovníkem Valašska a Moldávie. Kogălniceanu byl jedním z nejbližších spolupracovníků knížete a 11. října 1863 byl jmenován do čela vlády. Přikročil k radikální modernizaci země, provedl pozemkovou reformu, která rozdělila především majetek pravoslavných klášterů, došlo k výraznému rozšíření volebního práva a zřízení okresních samospráv, právní systém se přizpůsobil vzoru Code civil, byl zaveden metrický systém a založeny Bukurešťská univerzita a Univerzita v Jasech. Změny však vedly k ekonomickým potížím, mezi panovníkem a předsedou vlády propukaly četné spory a 26. ledna 1865 byl Kogălniceanu sesazen.
Po nástupu Karla I. na trůn působil Kogălniceanu jako ministr vnitra (1868–1870, 1878 a 1879–1880) a ministr zahraničních věcí (1876, 1877–1878). V roce 1875 založil Národní liberální stranu. Zasadil se o účast Rumunska v rusko-turecké válce a jeho projev v parlamentu 21. května 1877 vedl k vyhlášení úplné nezávislosti Rumunska. Za tento čin mu byl udělen Řád rumunské hvězdy. Byl členem a v letech 1887–1890 předsedou Rumunské akademie, sloužil také jako první rumunský velvyslanec v Paříži.
Jeho syn Vasile Kogălniceanu byl zakladatelem Rolnické strany a jedním z vůdců sociálně motivovaného povstání v roce 1907.
Jmenuje se po něm vesnice v župě Constanța a nedaleké Letiště Mihaila Kogălniceana. V anketě 100 největších Rumunů, pořádané v roce 2006, se umístil na 52. místě.